# Nagrada dr Ferenc Bodrogvári
Nagrada Doktor Ferenc Bodrogvári (mađarski: Bodrogvári Ferenc-dij) nagrada je koju jednom godišnje daje Kulturno-prosvjetna zajednica općine Subotica stvarateljima koji su najviše doprinijeli kulturnom bogatstvu grada Subotice u prethodnoj godini. Dodjeljuje se jednom godišnje. Prvi put je dodijeljena 1980. godine. Dodjeljuje ju predsjednik Skupštine grada Subotice 22. lipnja, na dan rođenja Ferenca Bodrogvárija.  Dobivaju ju istaknuti kulturni stvaratelji, ne stariji od 40 godina.
Ime nosi po prerano preminulom filozofu i stvaratelju Ferencu Bodrogváriju. Prvo je nosila ime Nagrada Šaman, a nedugo poslije prerani smrti prvog dobitnika te nagrade Ferenca Bodrogvárija pokrenuta je inicijativa da se priznanje za stvaralaštvo nazove po njemu.
Nagradu je umjetnički rad i medalja Šamana. Lik Šamana je na aversu plakete. Pored plakete, dobitniku se uručuje i diploma te umjetničko djelo, rad likovnog ili primijenjenog umjetnika.

## Dobitnici
- 1979.
- 1980.
- 1981.
- 1982. Ivan Jandrić[5]
- 1983. Ana Bešlić
- 1984.
- 1985. Slavko Matković, za zbirku pjesama Fotobiografija
- 1986.
- 1987. Stipan Jaramazović[6]
- 1988. Marija Šimoković, za stvarateljstvo, za zbirku pjesama Nebeski bicikl
- 1989.
- 1990.
- 1991. Marko Peić i Grgo Bačlija za "Rečnik bačkih Bunjevaca"
- 1992. Marija Šimoković, za stvarateljstvo, za zbirku pjesama Slaganje vremena
- 1993.
- 1994.
- 1995.
- 1996. Lásló Magyar
- 1997. Ottó Tolnai
- 1998. Augustin Juriga, fotograf, za retrospektivnu izložbu i fotomonografiju Salaši u mom oku[7]
- 1999.
- 2000. Milovan Miković, za knjigu  Život i smrt u gradu[8]
- 2001.[9][10]
Ildikó Lovas, spisateljica, za djelo Meztelenül a történetben (Goli u priči)[11]
Boško Krstić, pisac, za knjigu Vodenjak (srp. Vodolija)
Ana Bukvić Ivković, slikarica
Posebna priznanja:
Olga Kovačev Ninkov
Zoltán Siflis, Ahol nincs jövő, ott nincs haza?!
Smiljan Njagul, Subotica, moj grad
- 2002.[12][13]
etnograf Alojzije Stantić, član uredništva Zvonika, za knjigu Kruv naš svagdanji
keramičarka Edit Nemes Fekete
skulptorica i povjesničarka umjetnosti Vera Gabrić Počuča
povjesničar umjetnosti Bela Duranci
Posebna priznanja:
glumac Drame na mađarskom jeziku Attila Mess
dirigent Subotičke filharmonije Berislav Skenderović
koreograf Stevan Tonković Pipuš za knjigu Dragulji bunjevačke riznice.
- 2003.[14]
Rajko Ljubič, za dokumentarne filmove „Ždribac zlatne grive” i „Divojke slamarke”
Ljubica Ristovski, za ukupna zalaganja, afirmaciju i uspjehe subotičkog Narodnog pozorišta, posebice za predstave »„Bahanalije”« i „»Nem faj”«.
Emil Libman, za knjigu »„Istaknuti lečnici Subotice« 
Posebna priznanja:
sastav »Etnokor«, za njegovanje specifičnog stila baziranog na obradama tradicionalne glazbe različitih naroda
Erika Janovič, kostimografkinja subotičkog Dečijeg pozorišta
György Boros, slikar, za autorstvo izložbe »Edž libris« i izložbu likovnih umjetnika vojvođanskih Mađara.
László Magyar, postumno, za monografije „»Palićke šetnje”« i „»Prohujali vekovi”«
Tomislav Žigmanov, za knjigu Bunjevački blues[15]
- 2004.
- 2005.[16]
László Magyar, za knjigu Palićke šetnje i Prohujali vekovi (postumno)
Zita Suhajda, za samostalnu izložbu u Likovnom susretu u 2004.
Darko Varga za izuzetne rezultate na natjecanjima u zemlji i inozemstvu te za interpretaciju klavirske literature
Judit Raffai, za knjigu A magyar mesemondas hagyomanyai

Posebno priznanje:
- Laslo Szalma, za izložbu Big Brother posvećenu romanu 1984. Georga Orwella
Ervin Palffy za zapaženo glumačko ostvarenje u predstavi Komamasszony, hol a stukker?
Ljiljana Ilić Krtinić, za postignute vrhunske rezultate u području primijenjene umjetnosti 2004.god.
Dječje kazalište Subotica, za sintezu baletske, filmske i kazališne umjetnosti u predstavi Aska i vuk
- 2006.[17]
ravnatelj zbora Csaba Paskó, za koncert u Katedrali Svete Terezije Avilske
Valeria Devovári Beszedes za zbirku narodnih bajki Na krilima čvorka
Stevan Mačković, za knjigu Industrijalci Subotice 1918. – 1941.
Posebna priznanja:
Vojislav Sekelj, za zbirku pjesama U izmučenim riječima
Katarina Čeliković, za organiziranje IV. ”Dana Balinta Vujkova”
etno–skupina ”Iskon”, za seriju uspješnih koncerata
Árpád Bakos, glazbenik.[1]
- 2007.
- 2008.
- 2009.[18]
Ksenija Kovačević, likovna umjetnica
Noemi Görög, klaviristica
Laszlo Antal, grafičar i dizajner
- 2010.[3][19]
Vladimir Miletin, glazbeni urednik Yu eco televizije, za doprinos razvoju opće kulture grada u oblasti glazbe
Stipan Milodanović, nezavisni filmski umjetnik, za doprinos u oblasti niskobudžetnog filmskog stvaralaštva, za film Prvi radni dan
Gabor Bunford, profesor saksofona i glazbenik, za svoj prosvjetni rad
- 2011.[20]
Enikő Görög, pijanistica
Miloš Nikolić, profesor violine
Slobodan Vladušić, romanopisac i esejist
- 2012.[21]
Lea Vidaković, likovna i filmska umjetnica. Za nagradu ju je predložio Zavod za kulturu vojvođanskih Hrvata
Maja Rakočević Cvijanov, kiparica, suvremena i vizualna umjetnica. Za nagradu ju je predložila Moderne galerije Likovni susret
- 2013.[22][23]
Mirna Mirkov Stes, profesorica iz Glazbene škole)
Edvard Molnar, umjetnički fotograf
Mártha Béres, prvakinja kazališta Dezso Kostolanyi.
- 2014.[24]
Saša Grunčić, orguljaš. Na prijedlog ZKVH.
Ákos K. Kovács, direktor fotografije
Dejan Vujinović, menadžer u području kulture
- 2015.[25]
Andrej Boka, filmski redatelj
Ervin Kányó, grafički umjetnik
Dušan Svilar, student Muzičke akademije
- 2016.[26]
Natalija Raičević, profesorica klasičnog baleta
Mónika Csík, profesorica mađarskog jezika i književnosti
Željka Zelić, diplomirana novinarka
- 2017
Igor Halasević, građevinskom tehničaru
Laura Kozma, vizualna umjetnica
Ema Pešti, vizualna umjetnica

- 2018

Janoš Brener, profesor mađarskog jezika i književnosti,
Sonja Berta,  nastavnica tambure
Miroslav Idić, nastavnik harmonike
- 2019

- 2020

Roža Žomboru, inovatoru intelektualnih veština
- 2021

Korneliji Goli, dramaturgu,
Silardu Paćiju, istoričaru,
Neveni Mlinko, profesoru srpskog jezika i književnosti.